# Гергенрот
Гергенрот (нім. Hergenroth) — громада в Німеччині, розташована в землі Рейнланд-Пфальц. Входить до складу району Вестервальд. Складова частина об'єднання громад Вестербург.
Площа — 1,89 км2. Населення становить 435 ос. (станом на 31 грудня 2020).